# Erik Morán
Erik Morán Arribas (Portugalete, 25 de maio de 1991) é um futebolista profissional espanhol que atua como volante.

## Carreira

### Athletic Bilbao
Erik Morán se profissionalizou no Athletic Bilbao, atuou no Basconia e no Bilbao B até atuar na equipe principal.

### AEK Atenas
Erik Morán se transferiu para o AEK Atenas, em 2018.

## Títulos
AEK Atenas
- Superliga Grega: 2017–18